# ポルシェ・968

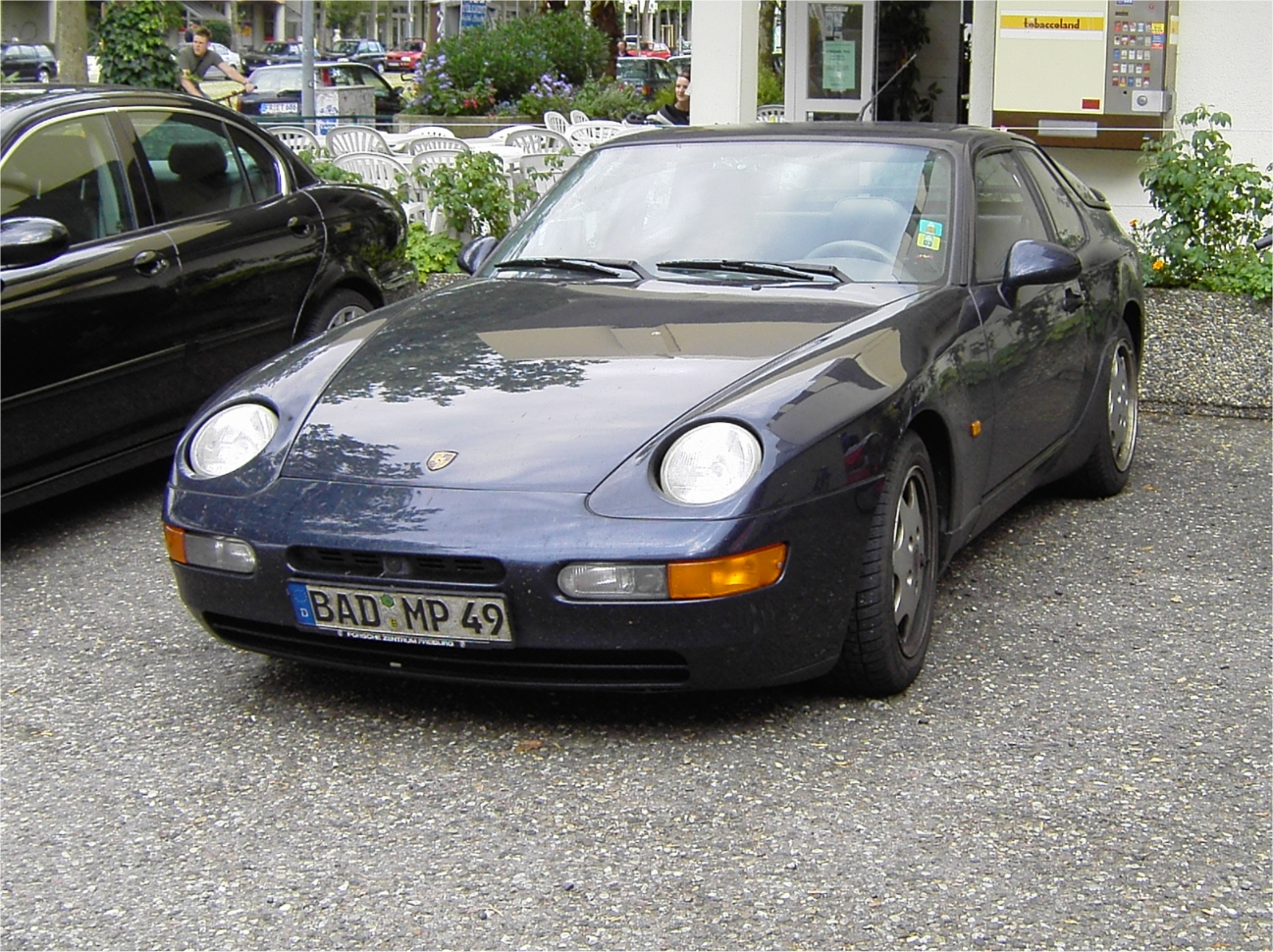
ポルシェ968

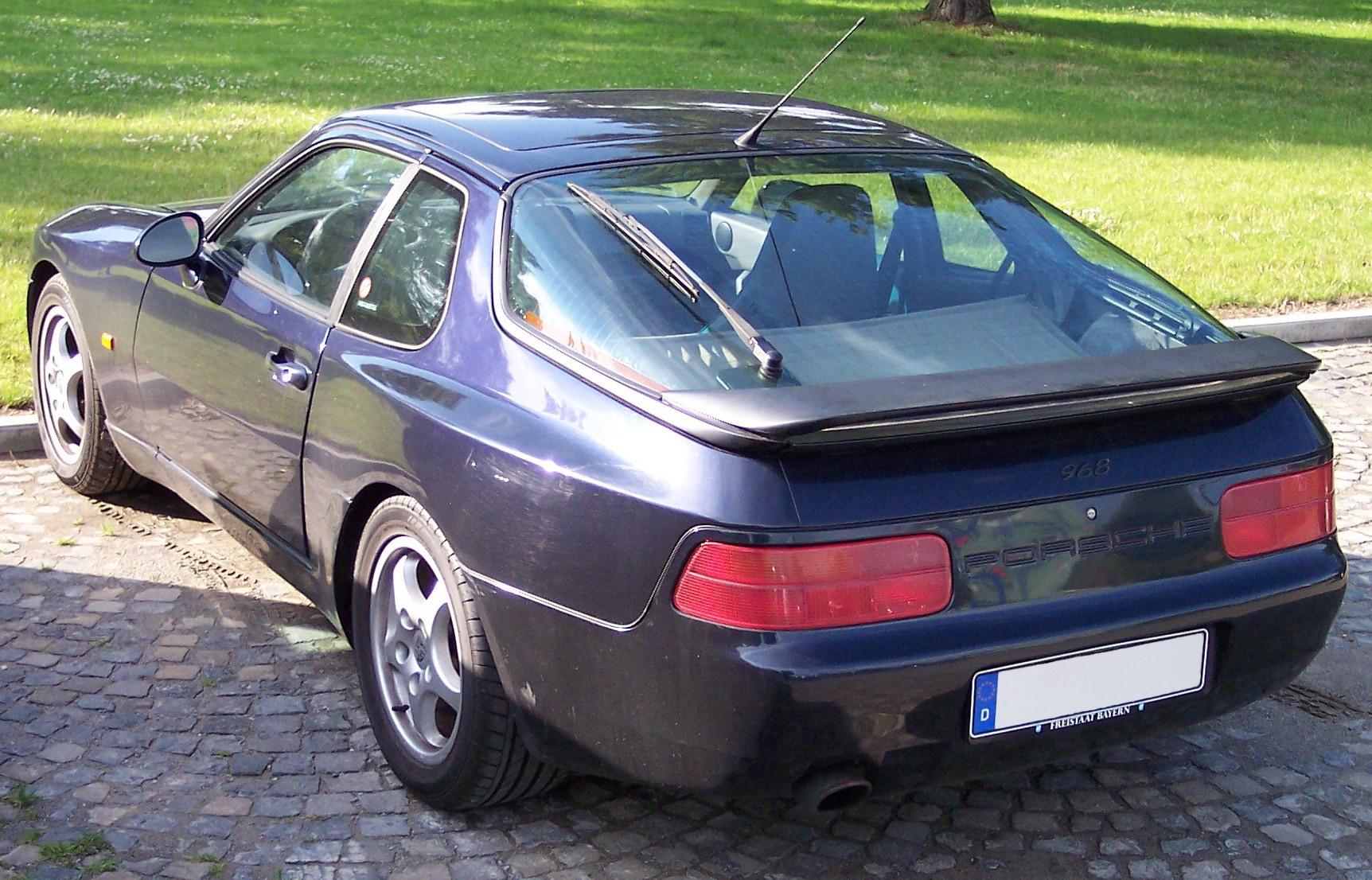
リアビュー

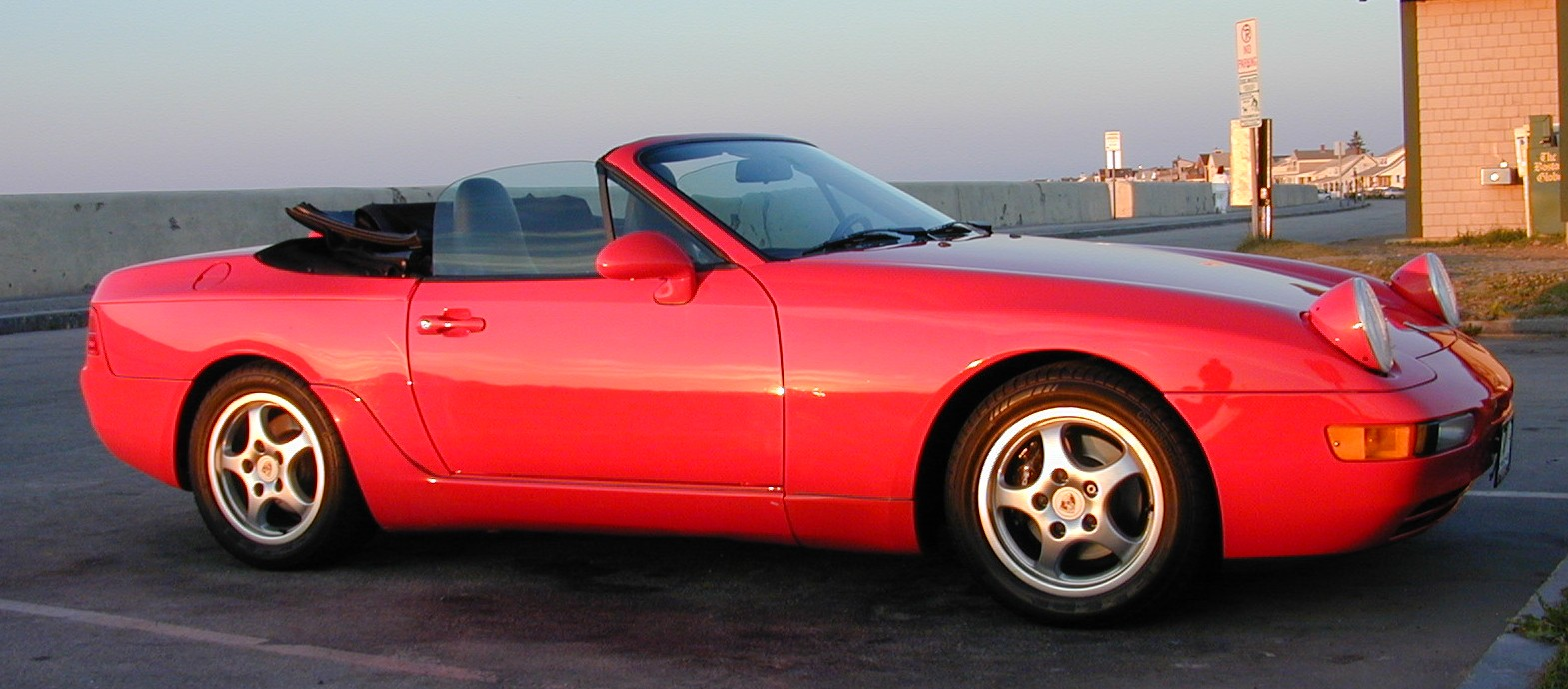
ポルシェ968カブリオレ

ポルシェ 968（Porsche 968 ）はポルシェにより1991年に944の後継としてリリースされ、1995年まで生産されたスポーツカーである。

## 概要
北米の好景気で大量に売れた944が中古車市場で値崩れを起こし始めたため、根本的なテコ入れ策としてモデルチェンジが必要となったポルシェは、かつて924のデザインを手がけたハーム・ラガーイに944のデザインをリニューアルさせ、1991年のフランクフルトモーターショーで1992年モデルとして発表した。944S2のエンジンをベースに、ポルシェ特許の可変バルブタイミング機構ヴァリオカム（Vario Cam ）を吸気側に組み込み、ボアφ104xストローク88 mmで2,990 ccの排気量はそのままに、240馬力/6,200 rpm、31.0 kgm/4,100 rpmを発生する直列4気筒DOHC自然吸気エンジンを搭載した。生産はそれまでのアウディ・ネッカーズルム工場に代わって、シュトゥットガルトのポルシェ・ツッフェンハウゼン工場で行われた。
内外装ともに944ターボや944S2と類似しているが、ドアパネルの形状、ウィンドウガラス面の処理、内装パーツなど、基本構成の83%が新部品となっている。パーツ番号が944または951で始まるパーツは基本的に944シリーズと共通である。ホイールはABSに対応した944シリーズ後期型のホイールであれば流用できる。
市場での反応は「944の焼き直し」とみなされ、価格設定が高価だったこともあり販売はあまり振るわず、4年間でクーペ、カブリオレ合わせて計12,776台を生産し、後継となるボクスターに組み立てラインを明け渡す格好で生産を終了した。
なお、開発当初は直列6気筒エンジンの搭載も検討されていたが、当時のポルシェの財政状況では新規開発が難しかったため、以前ポルシェがボルボ向けに設計したエンジンや、BMW製の2.5 Lエンジンが候補に挙がり、BMW製のエンジンを搭載した試作車まで完成していた。しかし、いずれも最終的に944S2を超えるパフォーマンスを得ることは難しいと判断され、計画は凍結された。

## モデル
- 1991年
  - 968 - ベースモデル。ABS標準装備。240馬力/6,200 rpm、31 kgm/4,100 rpm。車輛重量は1,370 kg。ゲトラグ製の6速マニュアルトランスミッションと4速ティプトロニック（セミオートマチックトランスミッション）のモデルがある。LSDはオプション。
- 1992年
  - 968 - カブリオレモデルが追加された。カブリオレの車輛重量は1,440 kg。人気が高く出荷台数の半数近くがカブリオレとなった。
- 1993年
  - 968
  - 968クラブスポーツ - スポーツモデル。リアシート撤去等による軽量化と、サスペンションの強化が行われている。エンジンスペックは変わらないが重量はパワーウインドウ、エアコン、後部座席、エアバッグなどを取り払って50 kg軽量化し1,320 kg。新車販売価格はベースモデルやカブリオレより安価であったが中古車市場ではベースモデルより人気が高く、概して高い価格を維持している。LSD標準装備。軽量な3スポークステアリングハンドル（エアバッグ無し）、フルバケットシートやLSD、車高調整式サスペンションを組み込んだ純粋にスポーツ性能を高めたモデルで、価格も16%安い645万円に設定されていた。これはヨーロッパでは好評で若干だが販売に寄与することとなった。市場性の違いから日本仕様ではパワーウィンドウやエアコンが残され、コニ製車高調整式スポーツサスペンションと大容量ブレーキシステムがオプションで設定された。外見上の特徴はボディ同色の17 inカップホイール（グランプリホワイト、スピードイエロー、ガーズレッド、リビエラブルーの場合、スタンダードカラーを選択するとホイールカラーはシルバー）、リアスポイラーが挙げられる。サーキットトラックでの走行モデルとしてクラブスポーツは現在でも最高のバランスと評価されている。
  - 968ターボS - 968CSをベースにした限定モデル。944ターボ同様SOHCヘッドが装着され、KKK（英語版）製ターボチャージャーとインタークーラーを採用。305馬力/5,600 rpm、51.0 kgm/3,000 rpm。最高速度は280 km/h。新車販売価格は1,740万円であった。外観上の特徴としてフロントボンネットのNACAダクト、フロントスポイラー、角度調整式リアウイング、スピードライン製18 in3ピースホイールが挙げられる。ポルシェ本社工場の968生産ラインではなくバイザッハにて生産されていた。
  - 968ターボRS - 限定モデル。新車販売価格は2,230万円であった。ドイツGT選手権用の限定モデルで、最高出力337馬力。ルマン仕様は350馬力。生産台数は4台が確認されている。
- 1994年
  - 968
  - 968クラブスポーツ